# Animaniacs
Animaniacs (Animanía en los doblajes para Hispanoamérica y España) es una serie de dibujos animados estadounidense creada por Tom Ruegger, distribuida por Warner Bros. y producida por Amblin Television. La serie fue transmitida primero por Fox Kids entre 1993 y 1995, y luego por The WB como parte de su bloque infantil Kids' WB de 1995 a 1998. En Estados Unidos posteriormente se retransmitió por Cartoon Network, y por Nickelodeon. También se ha emitido a nivel internacional por diversos canales abiertos y de pago.
Animaniacs fue la segunda serie producida por la colaboración de Steven Spielberg y Warner Bros. Animation durante el renacimiento de la animación de los años 1990. La primera serie del estudio, Tiny Toon Adventures, fue un éxito entre las más jóvenes audiencias y también entre un gran número de televidentes adultos. Esta fue en gran parte inspirada por las caricaturas clásicas de Termite Terrace. Los escritores y animadores de la Warner Bros. utilizaron la experiencia que ganaron con la anterior serie para crear los nuevos personajes que fueron inspirados por las creaciones de Tex Avery. De esta forma, Animaniacs fue considerada la serie más vista de los 90, sobre todo por su humor adulto, lo que atrajo a un gran número de público de variadas edades, lo que lo hace muy reconocido y querido hasta el día de hoy.[cita requerida]
El humor de Animaniacs fue una transfusión de los recuerdos con payasadas,[cita requerida] referencias a la cultura del momento, violencia animada y locuras. La serie incluyó una serie de segmentos educativos que abarca temas tales como historia, matemáticas, geografía, ciencias y estudios sociales. Es un programa de variedad, con secciones cortas en las que aparecen un gran número de personajes. La mayoría de los episodios están compuestos por tres pequeños mini-episodios protagonizados por una variedad de distintos personajes. A diferencia de Tiny Toon Adventures, esta serie dedicó una mayor parte de sus segmentos a la música.[cita requerida]
Animaniacs tuvo su cierre definitivo en 1999 con una película: El deseo de Wakko. En 2020, tuvo un reinicio.

## Argumento
Animaniacs contaba con un argumento muy parecido al de las caricaturas de la era dorada de la animación estadounidense, sobre todo por su parecido con Looney Tunes y Merrie Melodies.
Algunos historiadores de las caricaturas afirman que Animaniacs fue como una segunda generación de Looney Tunes, otro grupo de personajes clásicos de la Warner (junto con Tiny Toons). El argumento de la caricatura se centraba en los hermanos Warner (Yakko, Wakko y Dot), quienes, según afirma la serie, fueron creados en el año 1930. En este año los estudios de la Warner Bros. estaban iniciando la producción de Looney Tunes y Merrie Melodies, y un gran grupo de personajes animados iban a ser los actores de Looney Tunes, la cual en esta época era en blanco y negro. En esta época los personajes no eran los de hoy.[cita requerida]
Junto con todos estos personajes, se habían creado a los hermanos Warner, y su hermana Dot, sin embargo, eran distintos a los otros Looney Tunes. Eran locos y estaban totalmente fuera de control. Su rasgo más característico era su incontrolable tendencia a hacer vandalismo y travesuras por los estudios, creando caos en cada lugar y haciendo perder la paciencia (y a veces incluso la cordura) a cualquier persona que se los encontrara. Debido a esto, los hermanos Warner fueron encerrados en el tanque de agua de los estudios para que nunca salieran e incluso las películas que los tenían como protagonistas fueron ocultadas para que ni siquiera mediante ellas se llegara a saber sobre ellos, siendo su existencia negada durante décadas. Es por esto que estos personajes tienen su cuerpo en blanco y negro.
Muchos años después, en 1993, ellos logran escapar, y causan todo tipo de caos. Estos alocados personajes se ven involucrados en toda clase de aventuras o anécdotas locas y graciosas, así como en fábulas o mostrándolos en distintos hechos históricos reales, como en la guerra civil estadounidense.
Se componía también, así como Looney Tunes, de otros argumentos para otros personajes. Para Pinky y Cerebro, el siempre querer dominar al mundo era su principal argumento. Para Slappy, conseguir comida o simplemente burlarse de sus enemigos (como Bugs Bunny). Para su sobrino Skippy, aprender sobre como ser una gran caricatura como su tía. Para Botones, salvar siempre a Mindy de todo tipo de peligros en los cuales ella no sale lastimada, pero él si. Para Los Palomos es realizar actos mafiosos. Para Rita y Runt, es verse involucrados en una mala situación por culpa del afán de Rita por tener un hogar, de los cuales siempre se terminan salvando.

## Personajes

### Dato interesante entre los personajes
Los personajes tienen la voz de 5 temporadas al igual que en el último capítulo, (película porque dura 1 hora). A continuación te aparece los personajes:

### Personajes principales
- Yakko
- Wakko
- Dot

### Principales secundarios

#### Pinky y Cerebro
Más información en "Pinky y Cerebro"
- Pinky

Rob Paulsen (voz de idioma original)
- Cerebro ("Brain" en inglés)

Maurice LaMarche (voz de idioma original)

#### Otros personajes secundarios
- Slappy
- Skippy
- Mindy y Botones
- Los Palomos Emplumados
- Rita y Runt
- Kikiri Boo
- Dr. Rascahuele
- Hola Enfermera
- Tadeo Plotz
- Ralph el guardia
- Flavio Hipopótamo
- Marita Hipopótamo

### Secundarios de tercer plano
- Katie Ka-Boom
- Minerva Mink
- El Mimo
- Señor Esqueleto
- Walter Lobo
- Beannie
- Sid
- Señorita Flamil
- Colin (Historias de Randy Beaman)
- Baloney

## Episodios
| Temporada | Temporada         | Segmentos         | Episodios         | Episodios         | Emisión original         | Emisión original        | Emisión original  |
| Temporada | Temporada         | Segmentos         | Episodios         | Episodios         | Primera emisión          | Última emisión          | Cadena            |
| --------- | ----------------- | ----------------- | ----------------- | ----------------- | ------------------------ | ----------------------- | ----------------- |
|           | 1                 | 171               | 65                | 65                | 13 de septiembre de 1993 | 23 de mayo de 1994      | Fox (Fox Kids)    |
|           | 2                 | 12                | 4                 | 4                 | 10 de septiembre de 1994 | 12 de noviembre de 1994 | Fox (Fox Kids)    |
|           | 3                 | 46                | 13                | 13                | 9 de septiembre de 1995  | 24 de febrero de 1996   | The WB (Kids' WB) |
|           | 4                 | 22                | 8                 | 8                 | 7 de septiembre de 1996  | 16 de noviembre de 1996 | The WB (Kids' WB) |
|           | 5                 | 23                | 9                 | 9                 | 8 de septiembre de 1997  | 14 de noviembre de 1998 | The WB (Kids' WB) |
|           | El deseo de Wakko | El deseo de Wakko | El deseo de Wakko | El deseo de Wakko | 21 de diciembre de 1999  | 21 de diciembre de 1999 | Directo a video   |

## Series derivadas
Debido al gran éxito de la serie, Tom Ruegger y Steven Spielberg decidieron producir otra serie con los personajes más exitosos, aparte de Yakko, Wakko y Dot: Pinky y Cerebro. Así fue como protagonizaron la serie Pinky y Cerebro que terminó al mismo tiempo que Animaniacs, y tuvo 65 capítulos. Luego esta serie tuvo una secuela llamada Pinky, Elmyra y Cerebro, donde los dos ratones eran encontrados por una niña (Elmyra) en una tienda de mascotas luego que el Laboratorio Acmé fuese clausurado, en esta secuela aún intentarían dominar el mundo.

## Producción

### Creación
El elenco de personajes de Animaniacs tenía una variedad de inspiración, desde celebridades a los miembros de la familia de escritores de otros escritores. El productor ejecutivo, Steven Spielberg, dijo que la irreverencia en las caricaturas de Looney Tunes inspiró el elenco de Animaniacs. La premisa general de Animaniacs y los hermanos Warner fueron creados por Tom Ruegger, quien también se le ocurrió el concepto y los personajes de Pinky y Cerebro. Ruegger fue también el productor sénior y líder creativo del espectáculo. La escritora Deanna Oliver contribuyó. La productora y escritora Sherri Stoner ha contribuido en gran medida a Slappy Sqregopp y Pinky y Cerebro. Nicolás Hollander basa a Katie Ka-boom en su hija adolescente.
Tom Ruegger modela la personalidad de los Warners en gran medida a la de sus tres hijos. Debido a que los Warners fueron retratados como estrellas de dibujos animados de la década de 1930, Ruegger y otros artistas para Animaniacs hicieron las imágenes de los Warners similares a personajes de dibujos animados de a principios de 1930. Los dibujos blancos y negros simples eran muy comunes en los dibujos animados de los años 1920 y 1930, como amigos, El gato Félix, Oswald el conejo afortunado, y las primeras versiones de Mickey Mouse y Minnie Mouse.
Tom Ruegger creó a Pinky y Cerebro después de haber sido inspirado por las personalidades de dos de sus colegas en los Tiny Toons, Eddie Fitzgerald y Tom Minton. Ruegger pensó en la premisa de Pinky y Cerebro, cuando se preguntó qué pasaría si Minton y Fitzgerald trataran de apoderarse del mundo.
Sherri Stoner creó a Slappy la ardilla cuando otro escritor y amigo de Stoner, John McCann, se burlaban de la carrera de Stoner en las películas de televisión que juegan adolescentes con problemas. Cuando McCann dijo en broma que Sherri estaría jugando con adolescentes con problemas cuando tenía cincuenta años de edad, Sherri desarrolló la idea de las características de Slappy como una persona mayor con una manera de actuar como un adolescente. Sherri Stoner le gusto la idea de un personaje de dibujos animados de edad.

### Guion
Los escritores y animadores de Animaniacs, liderados por el productor sénior Tom Ruegger, utilizaron la experiencia adquirida en la serie anterior, Tiny Toon Adventures, para crear nuevos personajes animados.
Animaniacs permitió la escritura no restrictiva y abierta. Peter Hastings dijo que el formato de la serie tenía el ambiente de un show de comedia porque los segmentos de Animaniacs podrían variar ampliamente tanto en el tiempo y el sujeto.

### Animación
El trabajo de animación en Animaniacs fue realizado en diferentes estudios, tanto estadounidenses como internacionales, en el transcurso de la producción de la serie. Las empresas de animación incluyen Tokyo Movie Shinsha (ahora conocido como TMS Entertainment), StarToons, Wang Film Productions, Freelance Animators New Zealand, y AKOM, y la mayoría de los episodios de Animaniacs con frecuencia tenía la animación de diferentes empresas en respectivos segmentos de cada episodio.
Animaniacs fue hecha con un valor de producción superior a la animación de la televisión estándar; el show tuvo un mayor recuento de celuloide que la mayoría de los dibujos animados de televisión. Los personajes de Animaniacs a menudo se mueven de forma fluida, y no tienen ninguna regularidad al "hablar", como en otros dibujos animados de televisión.

### Música
Animaniacs era una caricatura muy musical, cada episodio tenía al menos una partitura original. La idea de una partitura musical original en cada episodio vino de Steven Spielberg. Animaniacs utiliza una orquesta de 35 piezas, y fue anotado por un equipo de seis compositores, liderados por el compositor Richard Stone como supervisor. El uso de la gran orquesta en la moderna animación de Warner Bros. comenzó con el predecesor de Animaniacs, Tiny Toon Adventures, pero Spielberg empujó para su uso aún más en Animaniacs.
Animaniacs tenía una variedad de tipos de música. Muchos canciones de Animaniacs eran parodias de música clásica o popular con letras educativas, como "Wakko's América", que figuran todos los estados de los EE. UU. y sus capitales. Otra canción, titulada "Los Presidentes", nombra a todos los presidentes de Estados Unidos (hasta Bill Clinton, debido a la fecha de producción) con la melodía de William Tell Overture (con una muy breve el uso de la melodía Dixie). Otra canción es la "Naciones del Mundo" con Yakko, teniendo la melodía de la danza del sombrero mexicano (la canción puede contener actualmente países que no aparezcan en el mapa de hoy en día, debido también a la fecha de producción).

### Humor
El humor de Animaniacs varía de tipos, que van desde la parodia a la violencia de dibujos animados. La serie hace parodias de programas de televisión y películas. En una entrevista, Spielberg defendió la "irreverencia" de Animaniacs, diciendo que el elenco de Animaniacs tiene "un punto de vista". Spielberg también dijo que Animaniacs tiene "humor de comentario social y la irreverencia fueron inspirados por los hermanos Marx y los Looney Tunes. Animaniacs, y otros espectáculos producidos por Spielberg, tenían una gran cantidad de violencia de dibujos animados. Spielberg defendió la violencia en Animaniacs diciendo que la serie tenía un saldo tanto de segmentos educativos como humor violento, por lo que la serie nunca se volvería demasiado violento o "benigna". Animaniacs también hizo uso de frases, chistes y segmentos recurrentes, y el humor "adulto".
Animaniacs también parodió programas y películas de televisión populares, además de la presencia de famosos caricaturizados. Entre los programas parodiados se encuentra Power Rangers, Friends y Seinfeld, en el caso de las películas esta The Agony and the Ecstasy, El jorobado de Notre Dame, Bambi, El rey león y La bella y la bestia.

## Historia

### Preproducción
Antes de que Animaniacs fuese puesto en producción, diversos esfuerzos de colaboración y de intercambio de ideas fueron pensados para crear tanto los personajes como la premisa de la serie. Por ejemplo, las ideas que fueran expulsadas eran que Rita y Runt fueran los anfitriones de la serie, mientras los Warners serían unos pato que el productor sénior, Tom Ruegger, dibujó en sus años de universidad. Después de la creación de los personajes de la serie, esto todo era demostrado al productor ejecutivo, Steven Spielberg, quien decidiría qué personajes se harían en Animaniacs (aunque dos personajes, Buttons y Mindy, fueron elegidos por la hija de Spielberg).

### Estreno y desarrollo
Animaniacs se estrenó el 13 de septiembre de 1993, en el bloque de programación Fox Kids de Fox, y siguió allí hasta el 8 de septiembre de 1995. Se emitieron 65 episodios en la primera temporada ya que estos episodios fueron ordenados por Fox a la vez. Mientras Animaniacs estaba en Fox, este saltó a la fama por su nombre y se convirtió en el segundo programa infantil más popular entre los niños de 2 a 11 años, y niños de 6 a 11 años, superando a Mighty Morphin Power Rangers (que comenzó ese mismo año). Los nuevos episodios fueron transmitidos por Fox hasta el episodio número 65 que salió al aire; Fox ordenó entonces que no habría más nuevos episodios, con la excepción de un corto, y cuatro episodios largos en la segunda temporada que se puso rápidamente en conjunto con las secuencias de comandos no utilizados durante el Animaniacs en el período de emisión por Fox. Después Fox emitió repeticiones de Animaniacs durante un año, luego Animaniacs cambió al nuevo bloque de programación de Warner Bros. para niños, Kids WB.
La serie fue lo suficientemente popular para Warner Bros. Animation para invertir en episodios adicionales de Animaniacs más allá de la tradicional marca de 65 episodios para la emisión. Animaniacs se estrenó en el nuevo Kids WB, el 9 de septiembre de 1995 con una nueva temporada de 13 episodios. En ese momento, los personajes de dibujos animados más populares de la serie, Pinky y Cerebro, se separaron de Animaniacs para tener su propia serie de televisión.

### Cancelación
Animaniacs logró reunir más de un millón de espectadores jóvenes cada semana. Sin embargo, Animaniacs fue solo un éxito de manera no intencionada con los espectadores adultos, cuando el sector demográfico de espectadores al que estaba destinado eran niños de corta edad. Este resultado no intencionado puso una presión en la red de WB con los anunciantes, provocando el descontento de la cadena WB hacia Animaniacs.
Poco a poco, las órdenes para nuevos episodios de Animaniacs fue disminuyendo e hizo que se realizaran temporadas cada vez más cortas, basándose en las secuencias de comandos de sobra e historia gráfica. La cuarta temporada tuvo ocho episodios, que en un principio serían 18 episodios, pero se redujo debido a la insatisfacción con Animaniacs.
El capítulo 99, y último de Animaniacs, fue transmitido el 14 de noviembre de 1998. Los segmentos de Animaniacs se mostraron junto con segmentos de otras caricaturas como parte de The Cat&Birdy Warneroonie PinkyBrainy Big Cartoonie Show. El 21 de diciembre de 1999, Warner Bros. lanzó El deseo de Wakko, una película directamente para vídeo protagonizada por los Warners. El diario The Chicago Tribune informó en 1999 que la producción de nuevos episodios de Animaniacs cesó y El deseo de Wakko era una más cerca de la serie. Animaniacs continuó formando parte de la barra Kids WB de The WB hasta el 2000.
El productor Tom Ruegger explicó que en vez producir nuevos episodios, Warner Bros. decidió en su lugar utilizar el fondo de catálogo de episodios de Animaniacs hasta que "alguien reclama por más". Rugby dijo en ese momento el hiato era "temporal". Durante esta pausa, el equipo Animaniacs desarrolló El deseo de Wakko.

### Consecuencias
Después de Animaniacs, Steven Spielberg colaboró con Warner Bros. Animation para producir una nueva serie que sería de corta duración, Steven Spielberg Presents Freakazoid, junto con el spin-off de Pinky y Cerebro, que era Pinky, Elmyra y Cerebro, el cual terminaría siendo cancelado. Warner Bros. también produjo otras dos series animadas de comedia a finales de la década de los 90s titulada ¡Histeria! y Detention, que fueron de corta duración y sin éxito en comparación con las series anteriores. Más tarde, Warner Bros. redujo el tamaño de sus estudios de animación porque el espectáculo Histeria! pasó por encima de su presupuesto, y la mayoría de las futuras producciones de series animadas de comedia de la Warner Bros. terminaría cesando.

### Reinicio
El 30 de mayo de 2017 se anunció que Warner Bros. había estado trabajando junto con Amblin Television –compañía de Steven Spielberg– para traer de vuelta la serie animada. Se esperaba que Spielberg forme parte del proyecto.
Después de esto, las pláticas comenzaron después de que la serie hiciera su debut en Netflix, donde tuvo una gran aceptación por parte de la audiencia. Sin embargo, el reboot aún no estaba totalmente confirmado, pero sin duda era un primer acercamiento al regreso de los hermanos Warner (Yakko, Wakko y Dot).
El relanzamiento oficial de Animaniacs se estrenó el 20 de noviembre de 2020 por Hulu y ya no en Netflix cómo se tenía planeado.

## Teledifusión
La serie se emitió en Estados Unidos por la cadena de televisión abierta Fox dentro del bloque Fox Kids desde 1993 hasta 1995. Después comenzó a emitirse en The WB dentro del bloque de programación infantil Kids' WB de 1995 a 1998. En la televisión por suscripción, se estrenó por Cartoon Network en 1997, aunque comenzaría a emitirse regularmente en 1998 y continuó emitiéndose hasta 2001, cuando fue trasladado a Nickelodeon, canal en donde se mantuvo hasta 2003. El canal Hub Network añadió al programa a su programación en 2012, hasta que este cambió de nombre a Discovery Family en 2014.
En Latinoamérica, se emitió al nivel panregional por el canal de pago Warner Channel de 1995 a 2003. Cartoon Network lo emitió solo en 2018, previo al 25 aniversario del canal (a pesar de que nunca se había emitido regularmente en el mismo). Tooncast, canal dedicado a la emisión de series antiguas de Cartoon Network, transmitió la serie desde 2016 hasta 2021.
Por televisión abierta, Televisa adquirió los derechos de Animaniacs en México y lo estrenó por Canal 5 en 1994 y continuó en su programación hasta 1999. Se reemitió por el mismo canal en 2004, 2008 y 2010. En 2004, Galavision (hoy El NU9VE) emitió temporalmente la serie, esto debido al evento de los Juegos Olímpicos de Atena, ya que ocupaba gran parte de la programación de Canal 5. Diez años más tarde, TV Azteca compró los derechos de distribución de la serie en México y la estrenó por Azteca 7 el 15 de junio de 2020. Permaneció en su programación hasta el 11 de septiembre del mismo año. A mediados y finales de diciembre de 2021, fue retransmitida nuevamente durante las vacaciones de invierno. Para 2023, se emite los viernes por la tarde. En Colombia, se estrenó en 1998 por Caracol Televisión, cadena que inició sus operaciones en ese mismo año. En Venezuela, Animaniacs se estrenó por Venevisión en 1994 y se emitió por dos años, hasta 1996, cuando Televen compra los derechos de la serie y la emite hasta 2012. En Perú, la serie debutó por ATV en 1995 y continuó emitiéndose hasta 1998. En 2010, Frecuencia Latina adquirió los derechos de Animaniacs y la emitió por dos años, hasta 2012. En Chile, la serie se transmite por primera vez por Megavisión de 1995 a 2003. Al año siguiente, en 2004, TVN compra los derechos de la caricatura y la transmite hasta 2006. En 2007, los derechos de distribución fueron vendidos a Albavisión, empresa que decide emitir la serie por Telecanal de 2007 hasta 2011.
Cabe destacar que, aunque el estudio de doblaje haya adaptado el título de la caricatura como Animanía, la serie fue y sigue siendo promocionada en todos los medios (sea televisión abierta, por suscripción o plataformas streaming) bajo su título original.
En España, la serie se estrenó primero por el canal de pago Canal+ en 1994 y se emitieron los primeros 52 episodios hasta 1995. Después, pasó a emitirse en abierto por TVE 1 en 1996 hasta principios de los años 2000. Se emitió también en abierto por Telecinco 2 desde su lanzamiento en 2008 hasta su cierre en 2009, y después por Factoría de Ficción entre 2009 y 2010. Cabe resaltar que en España se emitió tanto el doblaje para Latinoamérica (realizado por el estudio venezolano Etcétera Group) como un redoblaje de la serie también producido por Etcétera pero con modismos para España, dirigido por Elena Prieto, quien dio voz a Dot. Ella era la única española del reparto, así que ayudó a los demás con la pronunciación española.
En Puerto Rico, la serie se estrenó primero por Univision Puerto Rico (ahora Tele11) junto con Tiny Toon Adventures en 1994 y continuó en su programación hasta 2006.

## Reconocimientos

### Popularidad
Durante su recorrido, Animaniacs se convirtió en el segundo programa infantil más popular en las demografías de niños de 2 a 11 y niños de 6 a 11. Mientras Animaniacs era popular entre los espectadores más jóvenes (el objetivo demográfico de los dibujos animados de televisión de Warner Bros.), los adultos también respondieron positivamente; en 1995, más de una quinta parte del día de la semana (a las 16:00 horas, de lunes a viernes) y el sábado por la mañana (20:00 horas) los espectadores de audiencia eran 25 años de edad o más. En Kids WB, Animaniacs logró reunir alrededor de un millón de espectadores jóvenes cada semana.

### Premios
Animaniacs se convirtió en un espectáculo de gran éxito, reuniendo a fanáticos jóvenes y adultos. La serie recibió calificaciones más altas que sus competidores y ganó hasta ocho Premios Emmy diurnos, un Premio Peabody, fue nominado 8 veces en los Premios Annie, y 3 veces en los Kids Choice Awards.

## Reparto
| Personajes                                                                     | Actor de voz original                      | Actor de doblaje / |
| ------------------------------------------------------------------------------ | ------------------------------------------ | --- |
| Yakko Warner                                                                   | Rob Paulsen                                | Rafael Monsalve |
| Pinky                                                                          | Rob Paulsen                                | Frank Carreño |
| Wakko Warner                                                                   | Jess Harnell                               | Giset Blanco |
| Dot Warner                                                                     | Tress MacNeille                            | Elena Prieto |
| Hola Enfermera                                                                 | Tress MacNeille                            | Lilo Schmid (1.ª voz) Edylu Martínez (2.ª voz)                                                                               |
| Srta. Flamiel                                                                  | Tress MacNeille                            | Gladys Yáñez |
| Madre de Mindy                                                                 | Tress MacNeille                            | Ivette Harting |
| 1. Dr. Rascahuele 2. Padre de Katie                                            | Rob Paulsen                                | 1. Orlando Noguera 2. Carmelo Fernández                                                                                      |
| 1. Thaddeus Plotz 2. Runt 3. Ralph, el guardia 4. Kikiri Boo 5. Padre de Mindy | Frank Welker                               | 1. Raúl Xiques (1.ª voz) - Luis Pérez Pons (2.ª voz) 2. Ricardo Mirabal 3. Alfonso Soto 4. Orlando Noguera 5. Daniel Jiménez |
| 1. Cerebro 2. Squit                                                            | Maurice LaMarche                           | Orlando Noguera |
| Rita                                                                           | Bernadette Peters                          | Elena Prieto |
| Slappy                                                                         | Sherri Stoner                              | Isabel Vara |
| Skippy                                                                         | Nathan Ruegger                             | Ivette Harting |
| Pesto                                                                          | Chick Vennera                              | Rafael Monsalve |
| Bobby                                                                          | John Mariano                               | Daniel Jiménez |
| El Padrino Corleone                                                            | Malachi Throne                             | Framk Maneiro |
| 1. Mindy 2. Hermano de Katie                                                   | Nancy Cartwright                           | 1. Elena Prieto 2. Maythe Guedes                                                                                             |
| Colin                                                                          | Benjamin Diskin                            | Ivette Harting |
| Walter lobo                                                                    | Daran Norris                               | Armando Volcanes |
| Minerva Mink                                                                   | Julie Brown                                | Lilo Schmid (1.ª voz) Livia Méndez (2.ª voz)                                                                                 |
| Mary Lenguilarga                                                               | Valri Bromfield                            | Livia Méndez |
| Katie Kaboom                                                                   | Laura Mooney                               | Livia Méndez |
| Madre de Katie                                                                 | Mary Gross                                 | Lilo Schmid |
| Bebé Plucky                                                                    | Nathan Ruegger                             | Carmen Olarte |
| Narración e insertos                                                           | Tom Bodett Ben Stein Jim Cummings Tony Jay | Rubén Antonio Pérez |

## Videojuegos
Animaniacs pronto fue llevado a la industria de los videojuegos para producir juegos basados en la serie, teniendo un total de 9 juegos, estos eran:
- Animaniacs (Konami) para Super Nintendo, Sega Genesis y Game Boy.[27][28][29]
- Animaniacs Game Pack (Knowledge Adventure) para PC.[30]
- Pinky and the Brain: World Conquest para PC.[31]
- Animaniacs: Ten Pin Alley (ASC Games) para PlayStation y una versión cancelada para Nintendo 64.[32]
- Animaniacs: A Gigantic Adventure (SouthPeak) para PC.[33]
- Animaniacs: Splat Ball! (SouthPeak) para PC.[34]
- Pinky and the Brain: The Master Plan (2002, GBA, sólo Europa)[35]
- Animaniacs: The Great Edgar Hunt (Ignition) para Nintendo GameCube, PS2 y Xbox.[36][37]
- Animaniacs: Lights, Camera, Action! (Ignition) para Nintendo DS y GBA.[38][39]